# Oedosmylus pallidus
Oedosmylus pallidus is een insect uit de familie watergaasvliegen (Osmylidae), die tot de orde netvleugeligen (Neuroptera) behoort.
Oedosmylus pallidus is voor het eerst wetenschappelijk beschreven door McLachlan in 1863. De soort komt voor in New South Wales (Australië).